# Група вікових ясенів
Гру́па вікови́х ясені́в — ботанічна пам'ятка природи місцевого значення в Україні. Розташована в межах Шептицького району Львівської області, в центральній частині міста Радехів (вул. Львівська, 8; територія центральної районної лікарні). 
Площа 0,09 га. Статус надано згідно з рішенням Львівської облради від 27.12.1998 року № 118. Перебуває у віданні Радехівської міської ради. 
Статус надано з метою збереження кількох екземплярів старих ясенів. 